# Aeonieae
Aeonieae je tribus biljaka iz porodice Crassulaceae, dio je potporodice Sempervivoideae. Pripadaju mu 3 roda iz Makaronezije i Afrike sa ukupno 69 vrsta.

## Rodovi
1. Aichryson Webb & Berthel. (15 spp.)
2. Monanthes Haw. (13 spp.)
3. Aeonium Webb & Berthel. (41 spp.)